# Martin Mikulič
Martin Mikulič je slovenský fotbalista, který momentálně působí ve slovenském týmu FC Artmedia Petržalka . Je jediným odchovancem Artmedie v současném kádru. Hraje na postu útočníka. Jeho největším úspěchem je, že si zahrál v Lize Mistrů proti Celtiku Glasgow.